# Leander Wiegand
Leander Wiegand (geb. 24. August 1999 in Henstedt-Ulzburg) ist ein deutscher American-Football-Spieler, der in der Offensive Line spielt. Er gewann 2023 mit Rhein Fire die Meisterschaft der European League of Football (ELF). In der Saison 2024 spielte er für die Munich Ravens. 2025 wurde er von den New York Jets in der NFL verpflichtet.

## Karriere
Wiegand begeisterte sich während eines Austauschjahrs in den Vereinigten Staaten für American Football und spielte von 2018 bis 2019 für die Aachen Vampires. Nachdem er 2019 in einem Footballcamp von Björn Werner auf sich aufmerksam machen konnte und während der Covid-19-Pandemie von Christian Mohr trainiert wurde, erhielt er ein volles Stipendium von der University of Central Florida, einem Division-I-FBS-College. Aus persönlichen Gründen gab er das Stipendium auf.
In der Saison 2022 spielte Wiegand für die Cologne Centurions in der ELF. Das Team zeichnete ihn mit dem Centurions Award für besondere Leistungen aus. Im Herbst desselben Jahres wurde er zum NFL International Combine eingeladen, im Frühjahr 2023 zum Combine der Canadian Football League. Zur Saison 2023 wechselte Wiegand zum Ligakonkurrenten Rhein Fire. Er wurde ins ELF All Star Team berufen und gewann mit dem Team ohne Niederlage die Meisterschaft der ELF. Außergewöhnlich für einen Offensive Lineman war der Touchdown im Spiel gegen die Helvetic Guards. Für die Saison 2024 wurde er von den Munich Ravens verpflichtet.
Im April 2025 wurde er von den New York Jets als Undrafted Free Agent nach dem NFL Draft 2025 verpflichtet.

## Privates
Leander Wiegands jüngerer Bruder Laurin ist ebenfalls Footballspieler, der als Tight End spielt. Die beiden Brüder spielten bei den Centurions und bei Rhein Fire in einer Mannschaft.